# Olympische Sommerspiele 2000/Teilnehmer (Dominikanische Republik)
| Gelbes Symbol für Goldmedaillen mit stilisierten Olympischen Ringen | Graues Symbol für Silbermedaillen mit stilisierten Olympischen Ringen | Braundes Symbol für Bronzemedaillen mit stilisierten Olympischen Ringen |
| ------------------------------------------------------------------- | --------------------------------------------------------------------- | ----------------------------------------------------------------------- |
| —                                                                   | —                                                                     | —                                                                       |

Die Dominikanische Republik nahm 2000 zum 10. Mal an den Olympischen Sommerspielen teil. Insgesamt nahmen 13 Athleten in 5 Sportarten an den Spielen in Sydney teil.
Fahnenträgerin war die Gewichtheberin Wanda Rijo.

## Übersicht der Teilnehmer

### Boxen
- Yovanny Lorenzo
  - Weltergewicht (bis 67 kg): 9. Platz

- Jerson Ravelo
  - Mittelgewicht (bis 75 kg): 17. Platz

- Plaiter Reyes
  - Halbmittelgewicht (bis 71 kg): 17. Platz

### Gewichtheben
Frauen
- Wanda Rijo
  - Schwergewicht (bis 75 kg): 8. Platz

Männer
- Plaiter Reyes
  - Superschwergewicht (über 105 kg): 21. Platz

### Judo
Frauen
- Eleucadia Vargas
  - Halbmittelgewicht (bis 63 kg): 1. Runde

Männer
- José Augusto Geraldino
  - Halbschwergewicht (bis 100 kg): 2. Runde

- José Vicbart Geraldino
  - Mittelgewicht (bis 90 kg): 1. Runde

- Juan Carlos Jacinto
  - Superleichtgewicht (bis 60 kg): 2. Runde

- José Eugenio Vásquez
  - Schwergewicht (über 100 kg): 2. Runde

### Leichtathletik
Männer
- Félix Sánchez
  - 400 m Hürden: 14. Platz

- Carlos Santa
  - 400 m: Vorlauf

### Schwimmen
Männer
- Guillermo Cabrera
  - 200 m Rücken: 41. Platz